# Hell in a Cell (2018)
Cet article concerne l'édition 2018 du de l'événement Hell in a Cell. Pour toutes les autres éditions, voir WWE Hell in a Cell.
L’édition 2018 de Hell in a Cell est un Premium Live Event de catch (lutte professionnelle) produit par la World Wrestling Entertainment, une fédération de catch américaine qui est télédiffusée et visible en paiement à la séance sur WWE Network, ainsi que diffusée gratuitement sur la chaîne de télévision française AB1. L'événement a eu lieu le 16 septembre 2018 au AT&T Center à San Antonio (Texas). Il s'agit de la dixième édition de Hell in a Cell.

## Contexte
Les spectacles de la World Wrestling Entertainment (WWE) sont constitués de matchs aux résultats prédéterminés par les scénaristes de la WWE. Ces rencontres sont justifiées par des storylines – une rivalité avec un catcheur, la plupart du temps – ou par des qualifications survenues dans les shows de la WWE telles que Raw, SmackDown et NXT. Tous les catcheurs possèdent une gimmick, c'est-à-dire qu'ils incarnent un personnage gentil (Face) ou méchant (Heel), qui évolue au fil des rencontres. Un événement comme Hell in a Cell est donc un événement tournant pour les différentes storylines en cours,.

## Tableau des matchs
| Ordre par numéros | Résultat | Stipulation(s) | Temps |
| --- | --- | --- | ----- |
| 1P | The New Day (Kofi Kingston et Big E) (c) (avec Xavier Woods) bat Rusev Day (Rusev et Aiden English) (avec Lana) | Tag Team match pour les WWE SmackDown Tag Team Championship | 8:55  |
| 2 | Randy Orton bat Jeff Hardy                                                                                      | Hell in a Cell match | 24:50 |
| 3 | Becky Lynch bat Charlotte Flair (c)                                                                             | Match simple pour le WWE SmackDown Women's Championship | 13:50 |
| 4 | Dolph Ziggler (c) et Drew McIntyre (c) battent The Shield (Dean Ambrose et Seth Rollins)                        | Tag Team match pour les WWE Raw Tag Team Championship | 24:52 |
| 5 | AJ Styles (c) bat Samoa Joe                                                                                     | Match simple pour le WWE Championship | 19:00 |
| 6 | The Miz et Maryse battent Daniel Bryan et Brie Bella                                                            | Mixed Tag Team match | 13:00 |
| 7 | Ronda Rousey (c) bat Alexa Bliss                                                                                | Match simple pour le WWE Raw Women's Championship | 12:02 |
| 8 | Roman Reigns (c) contre Braun Strowman se termine en No Contest (intervention extérieure de Brock Lesnar)       | Hell in a Cell match pour le WWE Universal Championship Mick Foley est l'arbitre spécial du match. Encaissement de la mallette Money in the Bank de Braun Strowman. | 24:10 |
| La lettre C placée entre parenthèses désigne la personne ou l’équipe championne en titre. P – indique que le match a eu lieu lors du pré-show | | |       |